# Amos (película)
Amos es una película estadounidense de 1985, realizada para televisión, dirigida por Michael Tuchner y protagonizada por Kirk Douglas, Elizabeth Montgomery, Dorothy McGuire, Pat Morita, James Sloyan y Ray Walston en los papeles principales. Fue nominada a 3 premios Globo de Oro y 4 premios Emmy.
Está basada en el libro homónimo de Stanley Gordon West.

## Sinopsis
Amos (Kirk Douglas) fue una gran estrella del béisbol, pero ahora, ya anciano, se encuentra recluido en una casa de reposo, administrada por la fraudulenta y malvada enfermera Daisy Daws (Elizabeth Montgomery) quien roba los ahorros y seguros a los ancianos. Nadie, ni su hijo Scott (Jack Blessing), cree a Amos lo que ocurre en dicha casa de reposo. Los demás ancianos callan por miedo a la enfermera, hasta que Amos idea un plan, a costa de su propia vida, para salvar a todos los ancianos y desenmascarar a la corrupta y criminal enfermera. Amos logra su cometido y la película termina simbólicamente con Amos, de joven, bateando un home run y todos los ancianos festejando su gran hazaña.

## Reparto
| Actor                | Personaje           |
| -------------------- | ------------------- |
| Kirk Douglas         | Amos Lasher         |
| Elizabeth Montgomery | Daisy Daws          |
| Dorothy McGuire      | Hester Farrell      |
| Pat Morita           | Tommy Tanaka        |
| James Sloyan         | Sheriff John Thomas |
| Ray Walston          | Johnny Kent         |
| Jerry Hausner        | Sol Kessler         |
| Don Keefer           | Winston Beard       |
| Camila Ashland       | Mildred Lasher      |
| Jack Blessing        | Scott Lasher        |
| Frances Bay          | Lydia               |

## Nominaciones
Amos recibió 4 nominaciones a los Premios Emmy y 3 a los Golden Globes.
- Premios Emmy

Cuatro nominaciones en los  38th Emmy Awards (1986):
- Mejor Telefilm (Outstanding Drama/Comedy Special).[3]
- Mejor actor principal en Miniserie o Telefilm (Outstanding Lead Actor in a Miniseries or a Special) para Kirk Douglas.[4]
- Mejor actor de reparto en Miniserie o Telefilm (Outstanding Supporting Actor in a Miniseries or a Special) para Pat Morita.[5]
- Mejor actriz de reparto en Miniserie o Telefilm (Outstanding Supporting Actress in a Miniseries or a Special) para Dorothy McGuire.[6]

- Globos de Oro

Tres nominaciones en la 43ª edición de los Globos de Oro (1986) para las películas realizadas en 1985:
- Mejor miniserie o película para TV (Best Miniseries or Motion Picture Made for Television).
- Mejor actor en una miniserie o película para TV (Best Performance by an Actor in a Miniseries or Motion Picture Made for Television) para Kirk Douglas.
- Mejor actor secundario en una serie, miniserie o película para TV (Best Performance by an Actor in a Supporting Role in a Series, Miniseries or Motion Picture Made for Television) para Pat Morita.